# Улитка Паскаля

Семь форм улиток Паскаля как конхоиды чёрной окружности с полюсом (0, 0): Из них красная — с параболической точкой распрямления, зелёная — кардиоида, синяя — трисектриса

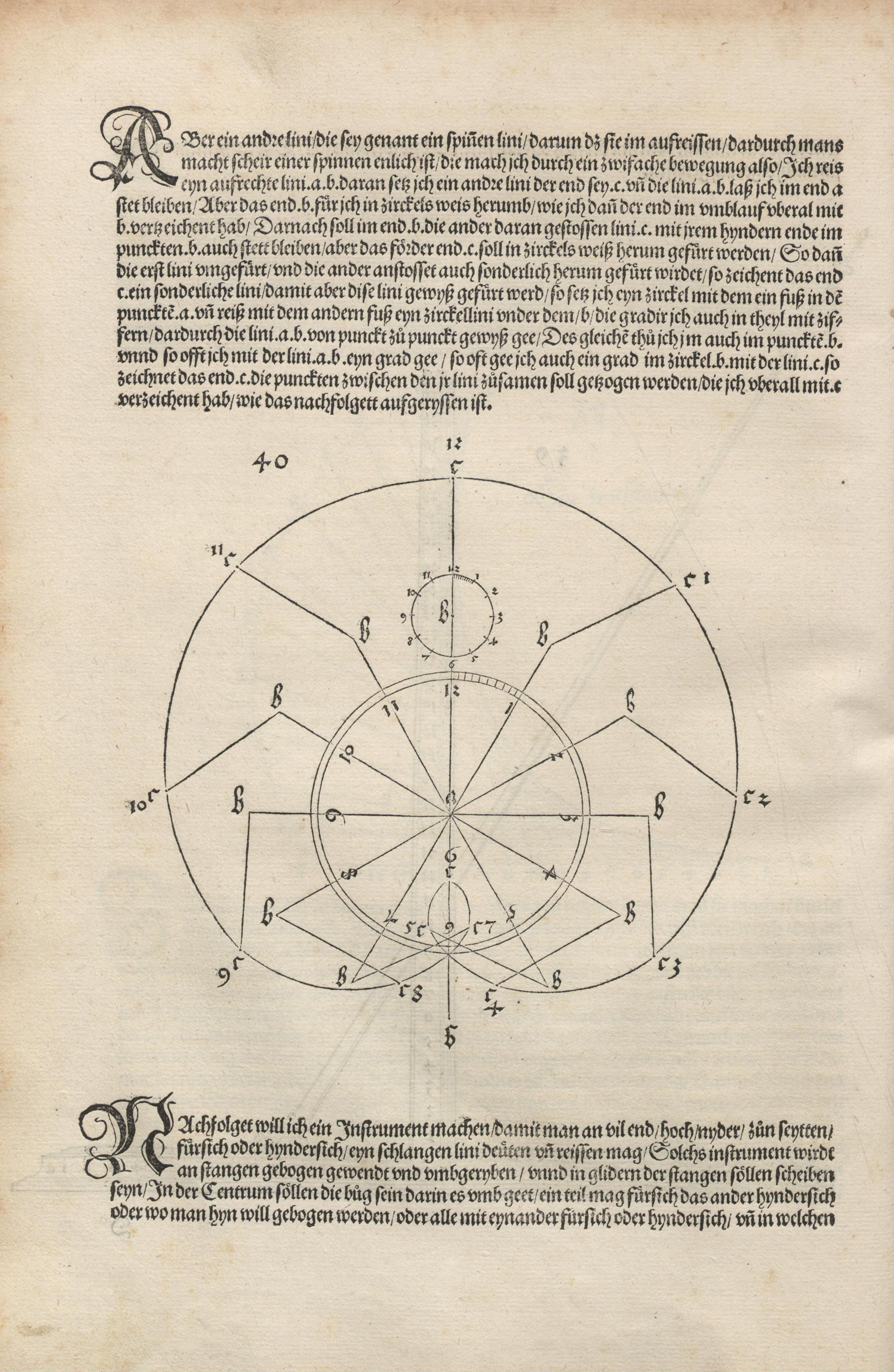
Страница книги Дюрера 1525 года с линией паука (Spinnenlinie)

Ули́тка Паска́ля (англ. limacon of Pascal, от лат. limax — улитка; англ. Pascal’s snail; snail curve) ― конхоида окружности с полюсом на этой окружности.
Синонимы: улитка (англ. limaçon); конхоида круга.
Обычно представляется следующим уравнением конхоиды окружности в полярной системе координат при допуске отрицательных радиус-векторов:
{\displaystyle r(\varphi )=2a\cos \varphi +l,}
где {\displaystyle a} — радиус базовой окружности конхоиды; {\displaystyle l} — приращение радиус-вектора окружности, проведённого из полюса конхоиды на окружности.
Относится к плоским алгебраически кривым 4-го порядка.
Улитка Паскаля — это кривая, обладающая следующими простыми свойствами:
- ограниченная и замкнутая;
- связная только для кардиоиды и улитки с петлёй, остальные кривые имеют изолированную точку;
- имеет одну особую точку — двойную: точку самопересечения, касп или изолированную в зависимости от параметров;
- имеет одну ось симметрии.

Названа по имени французского учёного Этьена Паскаля (отца Блеза Паскаля), рассмотревшего её в первой половине XVII века. Улитка Паскаля изучалась Альбрехтом Дюрером в 1525 году под названием арахна (линия паука) (англ. Arachne; нем. Spinnenlinie; фр. arachnée), Этьеном Паскалем в 1630 году и Жилем Робервалем, который и назвал кривую «улиткой Паскаля» в 1650 году.

## Определения улитки Паскаля

### Самые распространённые определение и уравнение
Ули́тка Паска́ля (англ. limacon of Pascal; Pascal’s snail; snail curve) ― конхоида окружности с полюсом на этой окружности, обычно задаваемая следующим уравнением в полярной системе координат при
допуске отрицательных радиус-векторов:
{\displaystyle r(\varphi )=2a\cos \varphi +l,}
где {\displaystyle a} — радиус базовой окружности {\displaystyle \,r(\varphi )=2a\cos \varphi \,} конхоиды; {\displaystyle l} — приращение радиус-вектора окружности, проведённого из полюса конхоиды.
Базовая окружность {\displaystyle \,r(\varphi )=2a\cos \varphi \,} улитки Паскаля называется также её директрисой, а приращение {\displaystyle l} радиус-вектора окружности — её модулем.
Улитка Паскаля — это кривая, обладающая следующими основными свойствами:
- ограниченная и замкнутая;
- связная только для кардиоиды и улитки с петлёй, остальные кривые имеют изолированную точку;
- имеет одну особую точку — двойную: точку самопересечения, касп или изолированную в зависимости от параметров;
- имеет одну ось симметрии.

Обычное уравнение улитки Паскаля в полярой системе координат
{\displaystyle r=2a\cos \varphi +l,}
может быть записано по-другому:
- в сокращённой форме[5][15][18]:

{\displaystyle r=d\cos \varphi +l,}
где {\displaystyle d} — диаметр базовой окружности конхоиды;
- в размерно-безразмерной форме[2]:

{\displaystyle r=l(e\cos \varphi +1),}
где {\displaystyle le=2a} — диаметр базовой окружности конхоиды; {\displaystyle e={\frac {2a}{l}}} — безразмерный параметр;
- в безразмерной форме[11]:

{\displaystyle \rho =2\cos \varphi +\epsilon ,}
где {\displaystyle \rho ={\frac {r}{a}},\,} {\displaystyle \epsilon ={\frac {l}{a}}} — безразмерные параметры.
Все уравнения, рассмотренные выше, имеют горизонтальную ось симметрии (совпадающую с осью абсцисс) и как полюс коноиды, так и особые точки, расположенные слева. Но особые точки можно расположить на графике и справа, записав уравнение улитки Паскаля в следующей форме:
{\displaystyle r=-2a\cos \varphi +l,}
У всех уравнений, рассмотренные выше, ось симметрии совпадает с осью абсцисс. У следующих уравнений ось симметрии улитки Паскаля совпадает с осью ординат:
- полюс коноиды и особые точки расположены вверху:

{\displaystyle r=-2a\sin \varphi +l;}
- полюс коноиды и особые точки расположены внизу:

{\displaystyle r=2a\sin \varphi +l.}

### Вывод уравнения и геометрическое построение

Геометрическое построение красной точки улитки Паскаля (трисектрисы,)

Детализируем определение улитки Паскаля, расшифровав понятие конхоиды:
ули́тка Паска́ля — геометрическое место концов радиус-векторов, проведённых из фиксированной точки на окружности радиуса {\displaystyle a} ко всем точкам окружности, причём эти радиус-векторы увеличены (одна ветвь) или уменьшены (другая ветвь) на постоянную величину {\displaystyle l}.
Получим уравнение улитки Паскаля в полярной системе координат. Для этого (см. рисунок справа):
- поместим полюс конхоиды, расположенный на базовой окружности, в начало полярной системы координат;
- расположим диаметр базовой окружности на полярной оси справа от начала координат;
- радиус-вектор из определения равен

{\displaystyle r(\varphi )=2a\cos \varphi ;}
- увеличенный на {\displaystyle l} радиус-вектор из определения равен

{\displaystyle r(\varphi )=2a\cos \varphi +l,}
и последнее уравнение есть уравнение первой ветви улитки Паскаля при {\displaystyle l>0}, второй ветви — при {\displaystyle l<0}.
Поскольку
{\displaystyle r(\varphi )=2a\cos \varphi +l=2a\cos(\pi +\varphi )-l,}
то обе ветви улитки Паскаля образуют одну замкнутую непрерывную кривую, причём каждая из
ветвей рисуется дважды, первый раз при {\displaystyle l>0}, второй раз при {\displaystyle l<0}{.
При первом проходе при {\displaystyle l>0} при повороте радиус-вектора от {\displaystyle 0^{\circ }} до {\displaystyle 90^{\circ }} конец увеличенного радиус-вектора описывает в первом квадранте верхнюю половину первой ветви улитки Паскаля, как показано на первом рисунке внизу на первом подрисунке слева. При дальнейшем повороте радиус-вектора от {\displaystyle 90^{\circ }} до {\displaystyle 180^{\circ }} получается первая половина второй ветви улитки Паскаля, при этом радиус-вектор отрицательный, но его увеличение откладывается от его конца всё равно в положительном направлении, как показано на первом рисунке внизу на втором подрисунке слева. Аналогично рисуется вторая половина улитки Паскаля, как показано на первом рисунке внизу на третьем и четвёртом подрисунках слева. Второй проход при {\displaystyle l<0} происходит аналогично, как показано на втором рисунке внизу{.
Конхоидное преобразование улитки Паскаля (не окружности)
{\displaystyle r(\varphi )=2a\cos \varphi +l}
с полюсом этой же улитки и с модулем {\displaystyle l'} есть снова улитка Паскаля
{\displaystyle r(\varphi )=2a\cos \varphi +l\pm l'},
но в этом случае ветви всегда будут разные, причём если {\displaystyle l'=l}, то вторая ветвь будет окружностью.

Ветви улитки Паскаля (трисектрисы) при положительном модуле для квадрантов плоскости
Первая ветвь. {\displaystyle 0^{\circ }\leqslant \varphi \leqslant 90^{\circ }}
Вторая ветвь. {\displaystyle 90^{\circ }\leqslant \varphi \leqslant 180^{\circ }}
Вторая ветвь. {\displaystyle 180^{\circ }\leqslant \varphi \leqslant 270^{\circ }}
Первая ветвь. {\displaystyle 270^{\circ }\leqslant \varphi \leqslant 360^{\circ }}

Ветви улитки Паскаля (трисектрисы) при отрицательном модуле для квадрантов плоскости
Вторая ветвь. {\displaystyle 0^{\circ }\leqslant \varphi \leqslant 90^{\circ }}
Первая ветвь. {\displaystyle 90^{\circ }\leqslant \varphi \leqslant 180^{\circ }}
Первая ветвь. {\displaystyle 180^{\circ }\leqslant \varphi \leqslant 270^{\circ }}
Вторая ветвь. {\displaystyle 270^{\circ }\leqslant \varphi \leqslant 360^{\circ }}

### Уравнение в других координатных системах
Для перевода уравнения кривой из полярной системы координат {\displaystyle (r,\,\varphi )} в декартовую {\displaystyle (x,\,y)} (и обратно) используют соотношения
{\displaystyle x=r\cos \varphi ,\,} {\displaystyle y=r\sin \varphi ,\,} {\displaystyle x^{2}+y^{2}=r^{2},}
поэтому декартовое уравнение улитки Паскаля будет следующим:
{\displaystyle r(\varphi )=2a\cos \varphi +l,}
{\displaystyle x^{2}+y^{2}=2ax+l{\sqrt {x^{2}+y^{2}}},}
{\displaystyle (x^{2}+y^{2}-2ax)^{2}=l^{2}(x^{2}+y^{2}).}
Используя те же формулы
{\displaystyle x=r\cos \varphi ,\,} {\displaystyle y=r\sin \varphi ,}
параметрические декартовые уравнения улитки Паскаля можно также получить из полярного уравнения:
{\displaystyle r(\varphi )=2a\cos \varphi +l,}
{\displaystyle x=2a\cos ^{2}t+l\cos t=a\cos 2t+l\cos t+a,}
{\displaystyle y=2a\cos t\sin t+l\sin t=a\sin 2t+l\sin t.}
Декартовы параметрические уравнения улитки Паскаля могут быть и следующие:
{\displaystyle x={\frac {(1-t^{2})(l+2a+(l-2a)t^{2})}{(1+t^{2})^{2}}},}
{\displaystyle y={\frac {2t(l+2a+(l-2a)t^{2})}{(1+t^{2})^{2}}}.}
Комплексное параметрическое уравнение улитки Паскаля так же получается из полярного уравнения с использованием соотношений
{\displaystyle z(\varphi )=r(\varphi )e^{i\varphi },\,\cos \varphi ={\frac {1}{2}}(e^{i\varphi }+e^{-i\varphi })}
и имеет следующий вид:
{\displaystyle r(\varphi )=2a\cos \varphi +l,}
{\displaystyle re^{it}=(2a\cos \varphi +l)e^{it},}
{\displaystyle z=a(1+e^{2it})+le^{it}.}
В случае {\displaystyle l=a} улитка Паскаля также называется трисектри́са. Такое название она получила из-за того, что если на плоскости задана эта улитка Паскаля, то трисекцию угла можно построить с помощью циркуля и линейки. Уравнение трисектрисы:
{\displaystyle z=a(1+e^{it}+e^{2it})=a+ae^{\frac {3it}{2}}\left(e^{\frac {it}{2}}+e^{\frac {-it}{2}}\right)=a+2ae^{\frac {3it}{2}}\cos {\frac {t}{2}},}
в полярных координатах: 
{\displaystyle r=2a\cos {\frac {\varphi }{3}}.}

## Виды улиток Паскаля

### Примечательные точки улитки Паскаля
Существуют три вида улиток Паскаля: гиперболические, параболические (кардиоиды) и эллиптические. Будем использовать уравнение улитки Паскаля
{\displaystyle r(\varphi )=2a\cos \varphi +l.}

Гиперболические улитки Паскаля с примечательными точками и касателными в точках самопересечения

Две касательные прямые всех улиток Паскаля в особой точке — полюсе конхоиды, он же начало координат {\displaystyle r=0,} — имеют следующее уравнение:
{\displaystyle 4a^{2}\cos ^{2}\varphi -l^{2}=0,}
поэтому (см. рисунки справа):
- если {\displaystyle l<2a,} то касательные действительные, и особая точка — точка самопересечения параболической улитки Паскаля;
- если {\displaystyle l=2a,} то касательные совпадают с осью абсцисс, и особая точка — касп кардиоиды;
- если {\displaystyle l>2a,} то касательные мнимые, и особая точка — изолированная эллиптической улитки Паскаля.

Вершины всех видов улиток Паскаля, если они есть, удовлетворяют следующему уравнению, полученному приравниванием нулю производной
{\displaystyle \kappa '(\varphi )={\frac {12a^{2}l\sin \varphi (l\cos \varphi +2a)}{({\sqrt {4al\cos \varphi +4a^{2}+l^{2}}})^{5}}}}
кривизны
{\displaystyle \kappa (\varphi )={\frac {6al\cos \varphi +8a^{2}+l^{2}}{({\sqrt {4al\cos \varphi +4a^{2}+l^{2}}})^{3}}},}
то есть это необходимое условие быть вершиной (но не достаточное):
{\displaystyle \sin \varphi (l\cos \varphi +2a)=0.}
Перейдём от уравнения в полярных координатах
{\displaystyle r(\varphi )=2a\cos \varphi +l.}
к параметрическому уравнению, взяв в качестве уравнений проекции улитки Паскаля на декартовы координаты:
{\displaystyle x=(2a\cos \varphi +l)\cos \varphi ,}
{\displaystyle y=(2a\cos \varphi +l)\sin \varphi .}
Вычислим производные этих уравнений:
{\displaystyle x'=-(4a\cos \varphi +l)\sin \varphi ,}
{\displaystyle y'=4a\cos ^{2}\varphi +l\cos \varphi -2a,}
{\displaystyle x''=-8a\cos ^{2}\varphi +l\cos \varphi -4a,}
{\displaystyle y''=-(8a\cos \varphi +l)\sin \varphi }
и получим уравнение кривизны
{\displaystyle \kappa (\varphi )={\frac {x'y''-x''y'}{({\sqrt {x'^{2}+y'^{2}}})^{3}}},}
{\displaystyle x'y''-x''y'=32a^{2}\cos ^{2}\varphi +12al\cos \varphi +l^{2}-{}}
{\displaystyle {}-32a^{2}\cos ^{4}\varphi -12al\cos ^{3}\varphi -l^{2}\cos ^{2}\varphi +{}}
{\displaystyle {}+32a^{2}\cos ^{4}\varphi +8al\cos ^{3}\varphi -16a^{2}\cos ^{2}\varphi +{}}
{\displaystyle {}+4al\cos ^{3}\varphi +l^{2}\cos ^{2}\varphi -2al\cos \varphi -{}}
{\displaystyle {}-16a^{2}\cos ^{2}\varphi -4al\cos \varphi +8a^{2}=}
{\displaystyle =6al\cos \varphi +l^{2}+8a^{2},}
{\displaystyle x'^{2}+y'^{2}=16a^{2}\cos ^{2}\varphi +8al\cos \varphi +l^{2}-{}}
{\displaystyle {}-16a^{2}\cos ^{4}\varphi -8al\cos ^{3}\varphi -l^{2}\cos ^{2}\varphi +{}}
{\displaystyle {}+16a^{2}\cos ^{4}\varphi +8al\cos ^{3}\varphi +l^{2}\cos ^{2}\varphi -{}}
{\displaystyle {}-16a^{2}\cos ^{2}\varphi -4al\cos \varphi +4a^{2}=}
{\displaystyle =4al\cos \varphi +l^{2}+4a^{2},}
{\displaystyle \kappa (\varphi )={\frac {6al\cos \varphi +8a^{2}+l^{2}}{({\sqrt {4al\cos \varphi +4a^{2}+l^{2}}})^{3}}}.}
Осталось найти производную кривизны
{\displaystyle \kappa '(\varphi )=\left({\frac {6al\cos \varphi +8a^{2}+l^{2}}{({\sqrt {4al\cos \varphi +4a^{2}+l^{2}}})^{3}}}\right)'=}
{\displaystyle ={\frac {-6al\sin \varphi }{({\sqrt {4al\cos \varphi +4a^{2}+l^{2}}})^{3}}}+{}}
{\displaystyle {}+{\frac {3(6al\cos \varphi +8a^{2}+l^{2})(4al\sin \varphi )}{2({\sqrt {4al\cos \varphi +4a^{2}+l^{2}}})^{5}}}=}
{\displaystyle ={\frac {-48a^{2}l^{2}\cos \varphi \sin \varphi -48a^{3}l\sin \varphi -12al^{3}\sin \varphi }{2({\sqrt {4al\cos \varphi +4a^{2}+l^{2}}})^{5}}}+{}}
{\displaystyle {}+{\frac {72a^{2}l^{2}\cos \varphi \sin \varphi +96a^{3}l\sin \varphi +12al^{3}\sin \varphi }{2({\sqrt {4al\cos \varphi +4a^{2}+l^{2}}})^{5}}}=}
{\displaystyle ={\frac {12a^{2}l^{2}\cos \varphi \sin \varphi +24a^{3}l\sin \varphi }{({\sqrt {4al\cos \varphi +4a^{2}+l^{2}}})^{5}}}=}
{\displaystyle ={\frac {12a^{2}l\sin \varphi (l\cos \varphi +2a)}{({\sqrt {4al\cos \varphi +4a^{2}+l^{2}}})^{5}}}.}

Эллиптические улитки Паскаля с примечательными точками

Последнее уравнение есть совокупность уравнений
{\displaystyle \left[{\begin{array}{rcl}\sin \varphi =0,\\l\cos \varphi +2a=0,\end{array}}\right.}
откуда вершины, если они есть, имеют координаты (см. рисунки справа)
{\displaystyle \left[{\begin{array}{lcl}\sin \varphi =0,\quad r=l\pm 2a,\\\displaystyle \cos \varphi =-{\frac {2a}{l}},\quad r=l-{\frac {4a^{2}}{l}}\end{array}}\right.}
и лежат на прямой и циссоиде Диокла (см. рисунок справа)
{\displaystyle \left[{\begin{array}{lcl}\sin \varphi =0,\\\displaystyle r=2a\left(\cos \varphi -{\frac {1}{\cos \varphi }}\right)=-{\frac {2a\sin ^{2}\varphi }{\cos \varphi }}.\end{array}}\right.}

Грушевидная квартика, составленная из точек перегиба эллиптических улиток Паскаля

Точки перегиба эллиптических улиток Паскаля, если они есть, удовлетворяют следующему уравнению, полученному приравниванием нулю кривизны, то есть это необходимое условие быть точкой перегиба (но не достаточное):
{\displaystyle 6al\cos \varphi +l^{2}+8a^{2}=0,}
откуда точки перегиба, если они есть, имеют координаты (см. рисунки справа)
{\displaystyle \cos \varphi =-{\frac {l^{2}+8a^{2}}{6al}},}
{\displaystyle r=l-{\frac {l^{2}+8a^{2}}{3l}}={\frac {2l^{2}-8a^{2}}{3l}}.}
и лежат на обобщённой грушевидной квартике (см. рисунок справа)
{\displaystyle r^{2}+2ar\cos \varphi -8a^{2}\cos ^{2}\varphi +8a^{2}=0,}
или
{\displaystyle r^{2}+2ar\cos \varphi +8a^{2}\sin ^{2}\varphi =0,}
или
{\displaystyle (r+a\cos \varphi )^{2}+a^{2}(8\sin ^{2}\varphi -\cos ^{2}\varphi )=0.}

### Гиперболическая улитка Паскаля

Трисектриса с точкой самопересечения и двумя вершинами

Гиперболическая улитка (англ. hyperbolic limacon) — улитка Паскаля, у которой параметры отвечают следующему неравенству:
{\displaystyle l<2a.}
Синоним:
- улитка с петлёй (англ. limacon with a loop; crunodal limacon)[2].

Частные случаи:
- улитка Паскаля вырождается в окружность радиуса {\displaystyle a} при

{\displaystyle l=0,}
то есть уравнение окружности
{\displaystyle r(\varphi )=2a\cos \varphi ;}
- улитка Паскаля есть трисектриса (англ. trisectrix; англ. limaçon trisectrix[4][2][28]) при

{\displaystyle l=a,}
то есть её уравнение
{\displaystyle r(\varphi )=a(2\cos \varphi +1).}
Перечислим примечательные точки трисектрисы как типичного представителя улитки с петлёй (см. рисунок справа):
- трисектриса имеет точку самопересечения в начале координат {\displaystyle r=0;}
- радиальные координаты кандидатов в точки перегиба

{\displaystyle \cos \varphi =-{\frac {3}{2}}<-1,\,} {\displaystyle r={\frac {2l^{2}-8a^{2}}{3l}}=-2a,}
поэтому точек перегиба нет;
- из вершин попадают на кардиоиду и не попадают на точку самопересечения только две точки

{\displaystyle \varphi =0,\,r=3a} и {\displaystyle \varphi =\pi ,\,r=-a.}

### Параболическая улитка Паскаля

Кардиоида с каспом и вершиной

Параболическая улитка (англ. parabolic limacon) — улитка Паскаля, у которой параметры отвечают следующему равенству:
{\displaystyle l=2a,}
то есть её уравнение
{\displaystyle r(\varphi )=2a(\cos \varphi +1).}
Синонимы:
- улитка с каспом (англ. cuspidal limacon)[2],
- кардиоида (англ. cardioid)[2],

Перечислим примечательные точки кардиоиды (см. рисунок справа):
- кардиоида имеет касп в начале координат {\displaystyle r=0;}
- радиальная координата кандидата в точки перегиба

{\displaystyle r={\frac {2l^{2}-8a^{2}}{3l}}=0,}
поэтому точек перегиба нет, точка {\displaystyle r=0} — это касп;
- из вершин попадает на кардиоиду и не попадает на касп только точка

{\displaystyle \varphi =0,\quad r=4a.}

### Эллиптическая улитка Паскаля
Эллиптическая улитка (англ. elliptic limacon) — улитка Паскаля, у которой параметры отвечают следующему неравенству:
{\displaystyle l>2a.}
Синонимы:
- улитка с изолированной точкой (англ. limacon with an isolated point; acnodal limacon)[2];
- обычная улитка (англ. ordinary limaçon)[4].

Частные случаи:
- улитка в форме фасолины (англ. limacon with the shape of a bean) при

{\displaystyle 2a<l<4a;}
- улитка с параболической точкой распрямления (англ. limacon with a meplat) при

{\displaystyle l=4a;}
- выпуклая улитка (англ. convex limacon) при

{\displaystyle 4a<l<\infty ;}
- улитка Паскаля вырождается в окружность бесконечного радиуса при

{\displaystyle l\rightarrow \infty .}
Перечислим примечательные точки представителя улитки в форме фасолины с {\displaystyle l=4a} (см. рисунок ниже):
- улитка в форме фасолины имеет изолированную точку в начале координат {\displaystyle r=0;}
- из точек перегиба присутствуют все две точки

{\displaystyle \cos \varphi =-{\frac {17}{18}},\,} {\displaystyle r={\frac {10}{9}}a;}
- из вершин попадают на улитку в форме фасолины все четыре точки

{\displaystyle \left[{\begin{array}{lcl}\varphi =0,\,r=5a\,\,{\mbox{и}}\,\,\varphi =\pi ,\,r=a,\\\displaystyle \cos \varphi =-{\frac {2}{3}},\,r={\frac {5}{3}}a.\end{array}}\right.}
Перечислим примечательные точки представителя улитки с параболической точкой распрямления с {\displaystyle l=3a} (см. рисунок ниже):
- улитка с параболической точкой распрямления имеет изолированную точку в начале координат {\displaystyle r=0;}
- две точки перегиба сливаются в одну параболическую точку распрямления (слияние и исчезновение точек перегиба и вершин типично для кривых, при слиянии «качество» точки меняется в более «сильную» сторону)

{\displaystyle \cos \varphi =-1,\,} {\displaystyle r=2a;}
- из вершин попадают на улитку с параболической точкой распрямления все четыре точки, но одна попадает на параболическую точку распрямления

{\displaystyle \left[{\begin{array}{lcl}\varphi =0,\,r=6a\,\,{\mbox{и}}\,\,\varphi =\pi ,\,r=2a,\\\displaystyle \cos \varphi =-{\frac {1}{2}},\,r=3a.\end{array}}\right.}
Перечислим примечательные точки представителя выпуклой улитки с {\displaystyle l=5a} (см. рисунок ниже):
- выпуклая улитка имеет изолированную точку в начале координат {\displaystyle r=0;}
- радиальные координаты кандидатов в точки перегиба

{\displaystyle \cos \varphi =-{\frac {11}{10}}<-1,\,} {\displaystyle r={\frac {42}{15}}a,}
поэтому точек перегиба нет;
- из вершин попадают на выпуклую улитку все четыре точки

{\displaystyle \left[{\begin{array}{lcl}\varphi =0,\,r=7a\,\,{\mbox{и}}\,\,\varphi =\pi ,\,r=3a,\\\displaystyle \cos \varphi =-{\frac {2}{5}},\,r={\frac {21}{5}}a.\end{array}}\right.}

Формы эллиптической улитки Паскаля
Улитка в форме фасолины {\displaystyle r(\varphi )=a(2\cos \varphi +3),\,} {\displaystyle a=2} с изолированной точкой, двумя точками перегиба и четырьмя вершинами
Улитка с параболической точкой распрямления {\displaystyle r(\varphi )=2a(\cos \varphi +2),\,} {\displaystyle a=2} с изолированной точкой, параболической точкой распрямления и тремя вершинами
Выпуклая улитка {\displaystyle r(\varphi )=a(2\cos \varphi +5),\,} {\displaystyle a=2} с изолированной точкой и четырьмя вершинами

## Свойства

Анимация подеры окружности — улитки Паскаля

Анимация эпитрохоиды окружности — улитки Паскаля

- Улитка Паскаля является подерой окружности относительно любой точки, кроме центра окружности.
- Улитка Паскаля является частным случаем Декартова овала.
- Улитка Паскаля является частным случаем эпитрохоиды.
- Улитка Паскаля является примером эквихордной кривой.
- Длина дуги выражается эллиптическим интегралом 2-го рода.
- Площадь, ограниченная улиткой Паскаля:
{\displaystyle S={\frac {\pi a^{2}}{2}}+\pi \ell ^{2}.}

При {\displaystyle a>\ell } площадь внутренней петли при вычислении по этой формуле считается дважды.

## Применение в технике

Эксцентрик в виде эллиптической улитки Паскаля

Стержень, скользящий по эксцентрику с профилем эллиптической улитки Паскаля, совершает гармонические колебания. В самом деле, пусть {\displaystyle S} — это поступательное движение точки {\displaystyle M}соприкосновения стрежня и эксцентрика (см. рисунок справа), тогда
{\displaystyle S=\rho =2r\cos \omega t+l,}
где {\displaystyle \omega } — угловая скорость эксцентрика, а 
{\displaystyle v=S'=-2r\omega \sin \omega t} —
скорость возвратно-поступательного движения стержня, которая изменяется без скачков, совершая гармонические колебания.
Такие изменения без скачков скорости движения стержня по эксцентрику, очерченному по улитке Паскаля, существенно выгоднее, чем движение стержня по эксцентрику, очерченному по спирали Архимеда. Последнее по причине своей постоянной скорости {\displaystyle v} в конце каждого хода испытывает удары, при которых скорость скачком меняется с {\displaystyle v} на {\displaystyle -v}. Такие удары влекут быстрое изнашивание этого механизма.
В семафоре на железной дороге одна из частей механизма очерчена по улитке Паскаля. По этой причине скорость поднятия или опускания крыла семафора:
- минимальна в начале поднятия или опускания;
- достигает максимального значения в середине хода.

Такое поведение скорости движения крыла семафора:
- обеспечивает её плавность с незначительными начальными и конечными толчками;
- способствует преодолению сил инерции и трения, особенно сильных в начале работы привода крыла.